# Gunung Kelawas
Gunung Kelawas is een bestuurslaag in het regentschap Deli Serdang van de provincie Noord-Sumatra, Indonesië. Gunung Kelawas telt 1343 inwoners (volkstelling 2010).